# Hedwig Hayoz-Häfeli
Hedwig Hayoz-Häfeli (* 29. August 1935 in Aarau, heimatberechtigt in Klingnau und Ueberstorf) ist eine Schweizer Malerin und Plastikerin. 

## Leben und Werk

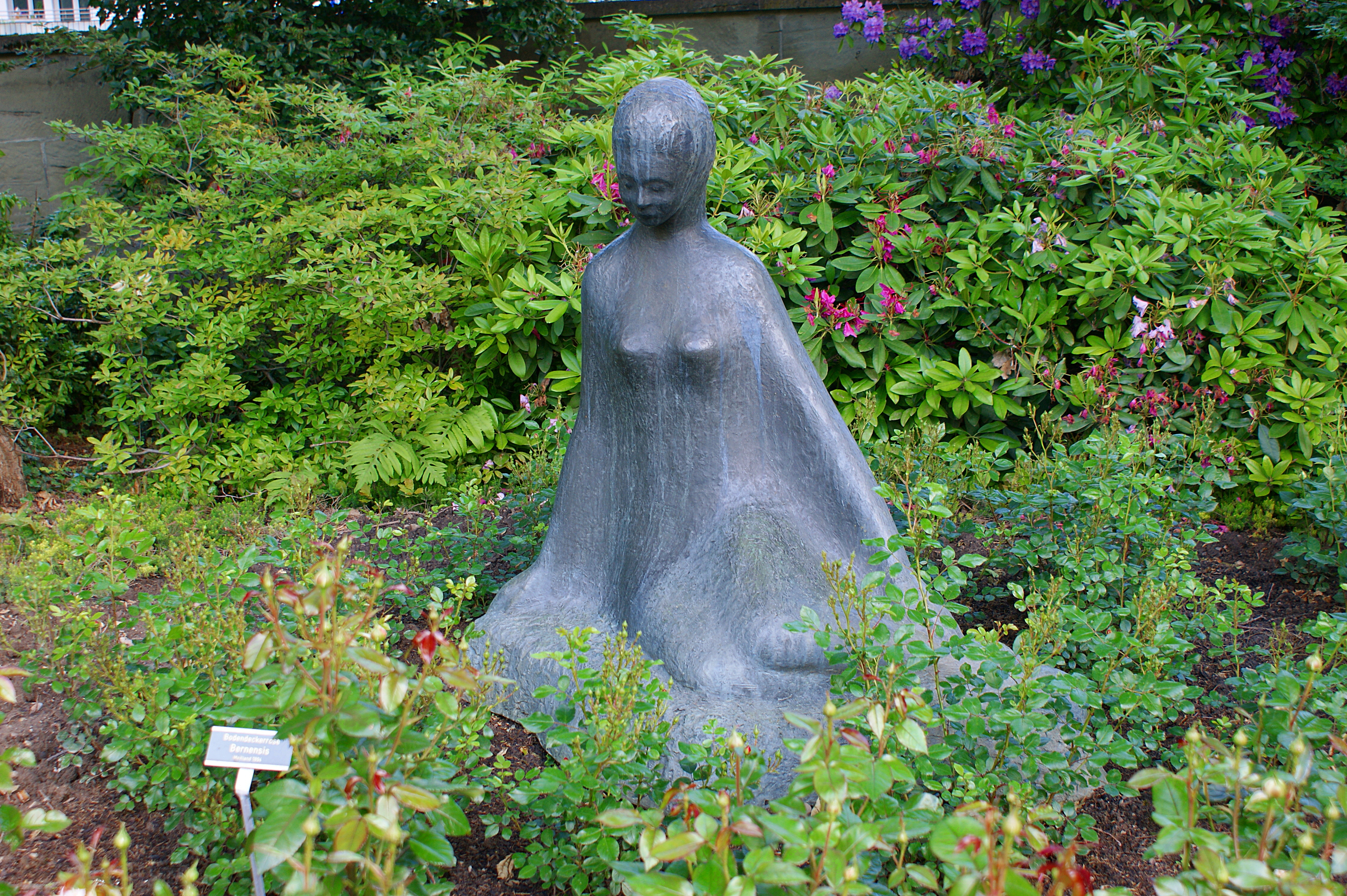
Bronzeplastik, Der gute Geist, 1978, im Berner Rosengarten

Hedwig Hayoz, geborene Häfeli wuchs mit ihrem jüngeren Bruder in einer Arbeiterfamilie auf. Ihre Primarschulzeit verbrachte sie in Dättwil und später in Adliswil. In Biel durchlief sie die Sekundarschule und absolvierte eine kaufmännische Lehre. 1957 heiratete sie den Juristen Franz J. Hayoz. Zusammen haben sie drei Söhne.
Von 1966 bis 1975 belegte sie Malkurse an der Kunstgewerbeschule Bern. Ihre Lehrer waren u. a. Max von Mühlenen, Rudolf Mumprecht und Peter Stein. Zudem belegte sie von 1967 bis 1972 Kurse für plastisches Gestalten bei dem Bildhauer Gottfried Keller (1910–1974). Ihr Werk umfasst Malerei, Aquarelle, Zeichnungen, Wandbilder, Skulpturen, Kunst am Bau und sakrale Kunst. Von 1986 bis 1996 modellierte sie ausschliesslich kleine Figuren und Figurengruppen. 1975 sind ihre ersten Bronzefiguren in Mendrisio gegossen worden. Von 1986 bis 2019 modellierte sie kleine Figuren und Figurengruppen, die sie in Riedtwil und Solothurn in Bronze giessen liess und auf Stein montierte. 2011 erhielt sie einen Grossauftrag für die Kirche Maria Krönung in Zürich-Witikon. Die Skulpturengruppe stellt Maria und Josef mit Jesuskind dar.
Hayoz-Häfeli ist seit 1973 Mitglied der Schweizerischen Gesellschaft Bildender Künstlerinnen (SGBK). Zudem war sie von 1974 bis 2010 Mitglied der GSMBA. 2014 zog sie in neue Ausstellungsräumlichkeiten an der Schosshalde in Bern.

## Ausstellungen
- 22. April 2018 – 13. Mai 2018 gruen.blau, Kunstverein Olten, Olten (SO)[1]
- 15. Juni 2008 – 31. August 2008 Frontières. Grenzen. Frontiere, Musée d’art et d’histoire, Neuchâtel (NE)[2]
- 18. April 1986 – 1. Juni 1986 Sektionsausstellung GSMBA Bern, Kunstmuseum Bern, Bern (BE)[3]
- 18. April 1986 – 1. Juni 1986 Sektionsausstellung GSMBA Bern, Kunsthalle Bern, Bern (BE)[4]